# ويليام ديفيس (ممثل)
ويليام ديفيس (بالإنجليزية: Kamaal Ibn John Fareed)‏ هو رابر وكاتب أغاني ومنتج أسطوانات وممثل أمريكي، ولد في 10 أبريل 1970 بنيويورك في الولايات المتحدة.

## أعمال

### أفلام
- (1993) بويتيك جاستيس
- (2001) أغنية السجن

## وصلات خارجية
- ويليام ديفيس على موقع IMDb (الإنجليزية)
- ويليام ديفيس على موقع ألو سيني (الفرنسية)
- ويليام ديفيس على موقع ميوزك برينز (الإنجليزية)
- ويليام ديفيس على موقع رولينغ ستون (الإنجليزية)
- ويليام ديفيس على موقع أول موفي (الإنجليزية)
- ويليام ديفيس على موقع إن إن دي بي (الإنجليزية)
- ويليام ديفيس على موقع أول ميوزيك (الإنجليزية)
- ويليام ديفيس على موقع أول ميوزيك (الإنجليزية)
- ويليام ديفيس على موقع ديسكوغز (الإنجليزية)
- ويليام ديفيس على موقع ديسكوغز (الإنجليزية)
- ويليام ديفيس على موقع ديسكوغز (الإنجليزية)